# Vlag van La Rioja (Argentinië)

Vlag van La Rioja (ratio 9:14)

De vlag van La Rioja bestaat uit twee even hoge horizontale banen in de kleuren wit (boven) en blauw, diagonaal doorsneden door een rode band waarop twee lauriertakken staan.

Vlag van Artigas

La Rioja was in het begin van de 19e eeuw (tot 1815) een deel van de provincie Córdoba; destijds werden geen eigen vlaggen gebruikt. Pas op 14 augustus 1986 kreeg de provincie haar eigen vlag. De vlag is gebaseerd op vlaggen die in de onafhankelijkheidsstrijd werden gebruikt, met name die van José Gervasio Artigas.
De lauriertakken hebben in totaal achttien bloemen; zij verwijzen naar de achttien departementen waarin de provincie is onderverdeeld.